# Camboya en los Juegos Olímpicos de la Juventud 2018
Camboya compitió en los Juegos Olímpicos de la Juventud 2018 en Buenos Aires, Argentina, celebrados entre el 6 y el 18 de octubre de 2018. Su delegación estuvo conformada por tres atletas y no pudo obtener medallas en las justas deportivas.

## Medallero
| Medalla       | Oro | Plata | Bronce | Total |
| ------------- | --- | ----- | ------ | ----- |
| Total oficial | 0   | 0     | 0      | 0     |

## Disciplinas

### Bádminton
Camboya obtuvo una plaza en esta disciplina de parte del comité tripartito.
Masculino
| Atleta         | Evento     | Fase de grupos                      | Fase de grupos               | Fase de grupos            | Fase de grupos | Eliminación       | Cuartos de final  | Semifinal         | Final / BM        | Final / BM   |
| Atleta         | Evento     | Oponente Marcador                   | Oponente Marcador            | Oponente Marcador         | Puesto         | Oponente Marcador | Oponente Marcador | Oponente Marcador | Oponente Marcador | Puesto       |
| -------------- | ---------- | ----------------------------------- | ---------------------------- | ------------------------- | -------------- | ----------------- | ----------------- | ----------------- | ----------------- | ------------ |
| Vannthoun Vath | Individual | Vitidsarin (THA) P 0-2 (9-21, 8-21) | Koh (SGP) P 0-2 (3-21, 6-21) | Maharjan (NEP) No se jugó | 9              | No clasificó      | No clasificó      | No clasificó      | No clasificó      | No clasificó |

### Lucha
Femenino
| Atleta       | Evento             | Fase de grupos          | Fase de grupos          | Fase de grupos       | Fase de grupos       | Fase de grupos | Lucha Final                   | Lucha Final |
| Atleta       | Evento             | Oponente Resultado      | Oponente Resultado      | Oponente Resultado   | Oponente Resultado   | Puesto         | Oponente Resultado            | Puesto      |
| ------------ | ------------------ | ----------------------- | ----------------------- | -------------------- | -------------------- | -------------- | ----------------------------- | ----------- |
| Sopealai Sim | Libre - Hasta 49Kg | Szenttamasi (HUN) P 0-4 | Ech-Chabki (MAR) P 0-13 | Duenas (GUM) P 10-14 | Malmgren (SWE) P 0-7 | 5              | 9° Puesto Raimova (KAZ) P 0-5 | 10          |

### Natación
Masculino
| Atleta            | Evento        | Serie  | Serie  | Semifinal | Semifinal | Final     | Final     |
| Atleta            | Evento        | Tiempo | Puesto | Tiempo    | Puesto    | Tiempo    | Puesto    |
| ----------------- | ------------- | ------ | ------ | --------- | --------- | --------- | --------- |
| Bunna Poeuvpichra | 50 m Libres   | 28.11  | 46     | No avanzó | No avanzó | No avanzó | No avanzó |
| Bunna Poeuvpichra | 50 m Mariposa | 30.93  | 50     | No avanzó | No avanzó | No avanzó | No avanzó |